# Authon-la-Plaine
Authon-la-Plaine är en kommun i departementet Essonne i regionen Île-de-France i norra Frankrike. Kommunen ligger i kantonen Dourdan som tillhör arrondissementet Étampes. År 2022 hade Authon-la-Plaine 371 invånare.

## Befolkningsutveckling
Antalet invånare i kommunen Authon-la-Plaine
| Referens: INSEE |